# Adriana Dekker-Kempe
Adriana (Jaan) Dekker-Kempe (Nieuwer-Amstel, 30 maart 1895 – Ravensbrück, 27 februari 1945) was een Nederlandse verzetsstrijdster tijdens de Tweede Wereldoorlog.

## Biografie
Adriana Kempe werd geboren in Nieuwer-Amstel, als dochter van Izak Kempe en Okkie Snooij. In 1913 trouwde ze met Jan Dekker uit Haarlemmermeer.
Tijdens de Tweede Wereldoorlog verborg Dekker in haar huis aan de Aalsmeerdijk in Haarlemmermeer ongeveer 40 onderduikers. Ze werd verraden door een bekende. Op 11 februari 1944 vond een inval plaats en werd ze samen met haar onderduikers en dochter Neeske opgepakt. Doordat ze tijdens de verhoren de schuld op zich nam, werd haar dochter weer vrijgelaten.  
Dekker-Kempe werd, na een verblijf in gevangenissen in Amsterdam, op transport gezet naar Kamp Vught, waar ze op 10 maart 1944 aankwam. Op Dolle Dinsdag (5 september 1944) ging zij met de laatste trein uit dit kamp naar Ravensbrück. Dekker werd aldaar omgebracht op 27 februari 1945.

## Eerbetoon
- Haar naam staat vermeld op de Erelijst van Gevallenen 1940-1945.[6]
- Het Jaan Dekkerpad in Hoofddorp is naar haar vernoemd.